# Clearlake
Clearlake ist eine Stadt im Lake County im US-Bundesstaat Kalifornien mit 16.685 Einwohnern (Stand: 2020). Die geographischen Koordinaten sind: 38,96° Nord, 122,63° West. Das Stadtgebiet hat eine Größe von 27,5 km².